# Cinema da Turquia
O cinema da Turquia é uma parte importante da cultura turca, que desabrochou ao longo dos anos, levando entretenimento aos espectadores na Turquia, na Europa e, ocasionalmente, nos Estados Unidos. Yeşilçam é uma referência para a indústria cinematográfica turca tal qual Hollywood é para a indústria cinematográfica norte-americana.

## História

### Visão geral
Em termos de produção cinematográfica, a Turquia partilhou a mesma sorte de muitos dos cinemas nacionais do século XX. A sua produção cinematográfica não foi continua até década de 1950, e o mercado de filmes em geral foi dominado por um pequeno número de grandes empresas de importação que lutaram pela dominação do mercado nos mais populosos e rentáveis centros urbanos, como Istambul e Izmir. A salas de cinema raramente exibiam projeções locais, e a maior parte da programação consistia de filmes das mais fortes indústrias do ocidente, em especial a dos Estados Unidos, França, Itália e Alemanha. Tentativas de produção de filmes turcos só aconteceram após apoio desses importadores, que possuíam forte sistema de distribuição e cadeias de salas de cinemas, e que lhes garantiam um retorno do investimento.
Entre os anos de 1896 e 1945, o número de filmes produzidos localmente não alcançava sequer 50 filmes no total, equiparando-se à media anual de produção de menos de um filme por ano. Comparado com os milhares de filmes que haviam sido importados e exibidos nesse mesmo período, é difícil falar sobre a existência de uma produção cinematográfica na Turquia antes de 1950.
Esse cenário iria mudar rapidamente após a segunda guerra mundial. Um total de 49 filmes produzidos em 1952 significou que no período de um ano mais filmes haviam sido produzidos do que a indústria turca produzira durante todos seus anos anteriores. Nos anos 1960, a Turquia tornou-se a décima quinta maior produtora de filmes no mundo, e a produção anual chegou à marca de 300 títulos no começo da década de 1970. Comparada com a história de outros cinemas nacionais, as conquistas da indústria turca depois de 1950 ainda são notáveis.
No entanto, o impacto da televisão e do vídeo como novas mídias populares, e a agitação política dos anos 1970 (muitas vezes de mãos dadas com a profunda crise econômica) provocou uma forte queda nas vendas de bilhetes, resultando em uma longa crise, iniciada por volta de 1980 e que continuou até o meados dos anos 1990. O número anual de vendas de bilhetes diminuiu de 90 milhões de bilhetes em 1966 para 56 milhões de bilhetes em 1984, e apenas 11 milhões em 1990. Por conseguinte, o número de salas caiu de aproximadamente 2 000 salas em 1966 para 854 em 1984, e 290 em 1990. Durante os anos 1990, a média do número de filmes produzidos por ano permaneceu entre 10-15 filmes, geralmente metade deles nem sequer chegando às salas de projeção.
Desde 1995 a situação melhorou. Após o ano de 2000, as vendas anuais de bilhete alcançaram os 20 milhões e, desde 1995 o número de salas aumentou continuamente para aproximadamente 500 salas em todo o país. Agora, os filmes turcos atraem milhões de espectadores e aparecem no topo das listas de blockbusters, muitas vezes superando filmes estrangeiros em termos de bilheteira. No entanto, é difícil falar sobre a existência de uma indústria, já que a maioria dos filmes são na verdade projetos individuais de diretores que ganham a vida na televisão, na publicidade ou no teatro. A distribuição destes filmes são tratadas principalmente por empresas estrangeiras, como a Warner Bros e a United International Pictures.

### Pré-1950
A maior parte dos filmes turcos produzidos antes de 1950 eram projetos iniciados por empresas importadoras pertencentes a famílias locais, mais notavelmente Ipek Film, uma empresa agregada à Ipek Merchandise, empresa de importação que já existia no século XIX como pode ser visto em seus anúncios publicados em antigos jornais publicados em otomano, como Servet-i-Fünun.
Outra importante empresa no início da era do cinema turco foi de Kemal Film, uma companhia de presença contínua enquanto líder de importações, e que chegou a produzir alguns filmes na década de 1920. É interessante observar que os fundadores da Kemal Film compraram sua primeira câmera cinematográfica através de um empréstimo do Ipek Merchandise. Ambas as empresas seriam as mais fortes distribuidoras de filmes até a década de 1950, e foram as únicas empresas financeiramente sólidas o suficiente para produzir filmes próprios com baixos riscos de fracasso financeiro, dado que já estavam na posse de um sistema de distribuição e das cadeias de salas de cinema.
No entanto, a notável evolução dessas empresas deve ser encarada como as adaptações necessárias para o progresso tecnológico da indústria cinematográfica ocidental cujos filmes importaram. Um exemplo é a criação do Marmara Dubbing Studio no início dos anos 1930, quando a era do silêncio chegou ao fim no ocidente, e os filmes com som tornaram-se o novo padrão, o que levou as empresas dependentes da importação a ter de se ajustar às novas exigências tecnológicas.
Os grandes distribuidores em Istambul, liderada por İpek Film e Kemal Film, gradualmente expandiram seu sistema de distribuição no resto do país durante a década de 1930, levando ao chamado "sistema regional" (Bölge İşletmeleri), que consistiu em sete áreas de distribuição, com as suas sedes estando situadas nas mais importantes cidades dessas regiões: İstambul (região de Mármara), İzmir (região de Egeu), Ancara (região da Anatólia Central), Samsun (região do Mar Negro), Adana (Região da Anatólia Mediterrânea), Erzurum (região da Anatólia Oriental) e Diarbaquir (região do Sudeste da Anatólia).
O sistema regional tornou-se muito mais importante após a década de 1950, quando aumentou dramaticamente a produção cinematográfica local, e os filmes locais superaram os filmes importados tanto em bilhetes quanto em vendas. Este sistema tornou-se o fundamento financeiro da Yeşilçam (muitas vezes referido como "Hollywood turca"), que foi o coração da produção cinematográfica entre os anos 1955-1975. Após 1965, um chamado "sistema combinado" (kombine sistem), liderado por um acordo entre alguns líderes regionais, assumiu o controle sobre quase tudo em matéria de produção. O protagonista do acordo foi o produtor Türker İnanoğlu, que ainda está ativo no ramo dos meios de comunicação, atualmente por trás da Ulusal Film, a maior empresa produtora de televisão da Turquia.
O primeiro filme exibido na Turquia foi no Palácio Yildiz, em Istambul, em 1896. Mostras públicas organizadas por Sigmund Weinberg na Beyoglu e distritos Sehzadebasi seguiram-se em 1897. Weinberg já era uma figura proeminente nesse momento, especialmente conhecido por ser um representante de empresas estrangeiras, como a Pathé, pela qual ele vendeu gramofones antes de ir parar no ramo dos filme. Em algumas fontes há registros também de em que ele é mencionado como um fotógrafo, novamente sendo isso resultado do fato de representar empresas estrangeiras como a Kodak-Goldmann.

O primeiro filme turco, um documentário produzido por Fuat Uzkinay em 1914, retrata a destruição do monumento russo em Ayastefanos por parte do público. Os primeiros filmes temáticos turcos foram: "The Marriage of Himmet Aga" (1916–1918), iniciado por Weinberg e completado por Uzkinay, "The Paw" (1917) e "The Spy" (1917), ambos por Sedat Simavi. Apadrinhadas pelo exército a Central Cinema Directorate, uma sociedade de defesa nacional semi-militar, e a Sociedade dos Veteranos Inválidados eram organizações de produtores desse período.
Em 1922 um grande filme documentário, "Independence, the İzmir Victory, foi feito sobre a primeira guerra da Independência. No mesmo ano, o primeiro estúdio de filmes privado, Kemal Filmes, começou a operar. De 1923 a 1939, Muhsin Ertugrul era o único diretor de filmes no país. Ele dirigiu 29 filmes durante esse período, genericamente incorporando adaptações de peças, operetas, ficções e filmes estrangeiros. A influencia do teatro da época de Uzkinay, Simavi, Ahmet Fehim e Karagozoglu é muito forte no trabalho de Muhsin Ertugrul.
Os anos entre 1939 e 1950, foram um período de transição para o filme/cinema Turco, durante os quais este foi grandemente influenciado pelo teatro assim como pela Segunda Guerra Mundial. Enquanto havia apenas duas companhias de filme em 1939, o número cresceu para quatro entre 1946 e 1950. Depois de 1949, o cinema turco pode desenvolver-se como uma arte separada, com um calibre profissional de maior talento.

### A Era Yeşilçam
'Yesilçam' ("Verde Pinho") é uma metonímia para a indústria cinematográfica turca, semelhante ao Hollywood nos Estados Unidos e Pinewood no Reino Unido. Yeşilçam é assim nomeado devido à rua Yeşilçam na Beyoglu distrito de Istambul, onde muitos atores, diretores, membros da tripulação e estúdios viviam.
Yeşilçam experimentou o seu apogeu durante os anos 1950-1970, quando ele produziu anualmente entre 250-350 filmes. Após a década de 1970, Yeşilçam sofreu devido à propagação da televisão, na Turquia. No entanto, Yeşilçam tem observado um ressurgimento desde 2002, tendo produzido filmes aclamados pela crítica como Uzak(Grand Prix (Cannes Film Festival), 2003), Babam ve Oğlum e Propaganda.
Atores turcos mais comumente associados à Yeşilçam são:
- Kadir İnanır
- Türkan Şoray
- Yılmaz Güney
- Nilüfer Aydan
- Kemal Sunal
- Tarık Akan
- Filiz Akın
- Fatma Girik
- Cüneyt Arkın
- Adile Naşit
- Hülya Koçyiğit

Entre 1950 e 1966, mais de cinquenta diretores de cinema produziam filmes de arte na Turquia. Ömer Lütfi Akad influenciou fortemente o período, masOsman Fahir Seden, Atif Yılmaz e Memduh Ün fizeram a maior parte dos filmes. O filmeSusuz Yaz (Dry Summer), feito por Metin Erksan, venceu o  Golden Bear Award, o Festival de Cinema de Berlim em 1964.
O número do público de cinema e o número de filmes feitos mostram um aumento constante, principalmente depois de 1958. Na década de 1960, os cursos de cinema foram incluídos nos programas de teatro dos departamentos de Língua, História e Geografia das faculdades de Universidade de Ancara e Universidade de Istambul, e na Escola Maior de Imprensa e Publícações da Universidade de Ancara. Um ramo cinema foi também estabelecido no Departamento de História da Arte da Academia Estadual de Belas Artes.
A União dos Produtores de Cinema turco, e do Arquivo Estadual de Filmes também foram estabelecidas nos anos 1960.Arquivo Estadual de Filmes tornou-se o Arquivo de Filmes Turcos, em 1969. Durante o mesmo período, o Instituto Cinema-TV foi fundado e anexado à Academia Estadual de Belas Artes. O Arquivo de Filmes Turcos também tornou-se parte dessa organização. Em 1962, o Instituto Cinema-TV tornou-se um departamento da Mimar Sinan University. Entre os bem conhecidos diretores do período 1960-1970 estão Metin Erksan, Atif Yilmaz, Memduh Ün, Halit Refiğ, Duygu Sağıroğlu, Remzi Aydın Jöntürk e Nevzat Pesen. Em 1970, os números de salas de cinema e público de cinema aumentou espetacularmente. Em 2 424 cinemas, os filmes foram vistos por um número recorde de 247 milhões de telespectadores. Em 1970, cerca de 220 filmes foram feitos e este número chegou a 300 em 1972. Cinema turco deu à luz o seu lendário estrelas no presente período, sendo exemplos notáveis Kemal Sunal, Kadir İnanır, Türkan Şoray e Sener Sen. Após esse período no entanto, o cinema começou a perder as suas audiências, devido às transmissões televisivas a nível nacional. Depois de 1970, uma nova geração de jovens realizadores surgiram, mas eles tinham que fazer face a uma procura crescente de filmes em vídeo depois de 1980.

### Declínio da Yeşilçam e a Era Pós-Yeşilçam
O aumento dos custos de produção e dificuldades enfrentadas na importação de matérias-primas levaram a uma diminuição no número de filmes feitos nos anos 1970, mas melhorou a qualidade dos filmes. No entanto, a queda de popularidade do cinema continua. No início dos anos noventa, houve apenas dois ou três filmes lançados por ano. Durante este período, a maior parte das estrelas dos anos setenta, ou tinham deslocado-se para TV, ou estavam tentando reconstruir a glória da antiga Yeşilçam. Alguns dos exemplos notáveis desta época são Eşkıya (O Bandido) eZüğürt Aga(Inglês:The Agha), ambos estrelando Şener Şen. Ambos os filmes foram comercialmente e criticamente aclamados.
No entanto, a volta da Yesilçam não ocorreu até o lançamento deVizontele. O filme foi dirigido, escrito, e estrelado por Yılmaz Erdoğan, que já era aclamado por seu sit-com já existente há muito tempo: Bir Demet Tiyatro, e sua dedicação ao teatro. Estrelaram no filme um cast de atores que lhe acompanhavam, sendo os mais notavéis: Demet Akbağ, Altan Erkekli, e Cem Yılmaz. Este enorme sucesso comercial do filme (assistido por 2,5 milhões de espectadores, que deu ao filme o título de 'filme mais visto' na sua época) trouxe a atenção para a indústria. Alguns anos mais tarde, Cem Yılmaz lançou o seu próprio filme,G.O.R.A., que ele próprio escreveu e estrelou. Esse e a sequência de Vizontele, Vizontele Tuuba quebraram os recordes de Vizontele, conseguindo 3.5 e 3 milhões de espectadores, respectivamente.
Desde então, foram produzidos filmes com maiores orçamentos, sendo exemplos notáveis Kurtlar Vadisi: Irak (Vale dos Lobos: Iraque),continuando a história da polêmica série Kurtlar Vadisi, (alcançou 4 milhões de telespectadores e ainda detém o recorde),Babam ve Oğlum (Meu pai e meu filho), segundo filme do Cem Yılmaz:Hokkabaz(Inglês:Mago).
Tem-se verificado um aumento nos filmes experimentais a partir do ano 2000. Notavelmente o filme Türev de 2005 foi filmado sem um script e conta até com cameras escondidas dos atores. Em Anlat Istanbul (Contos de Istambul), temos uma peça dividida em cinco "mini filmes" que também obteve uma forte recepção.
Os números de produção também subiram na segunda metade dos anos 2000, com 40 filmes em 2007, e 4 grandes títulos a serem considerados hits em 2007, ao passo que a indústria cinematográfica se tornou rentável novamente com a melhoria da qualidade técnica correspondendo com o aumento crescente de custos de produção de filmes comerciais.

## Questões legais
Embora a necessidade de uma lei Cinema tem sido frequentemente levantada em toda a história da República Turca, até 1986 nenhuma lei específica ou regulamentação havia sido desenvolvida. Embora filmes têm sido geralmente tratados como mercadorias e foram sujeitas desse modo a leis em matéria fiscal, sábio-conteúdos que eram controlados pelas comissões que têm sido frequentemente criticado por ser mecanismo de censura.
Nos anos 1930 alguns membros do parlamento levantou a questão de saber se os filmes teria um impacto negativo sobre as crianças. Este foi um tema popular nesse tempo, não apenas na Turquia, mas também nos E.U.A. por exemplo. (Ver: Payne Fundação Estudos) Posteriormente, na década de 1960, um debate em torno o chamado Baykam-Lei se tornaram bastante famosos para ele a tensão criada entre os parlamentares e os intervenientes no sector. Em 1977 e 1978, algumas novas discussões para uma lei do cinema, foram detidos, mas sem qualquer resultado.
Em 1986, finalmente, um cinema lei, embora seja muito criticado por membros da indústria cinematográfica e da intelectualidade da época, tem sido aprovada pelo parlamento e, desde então, é fundamental o documento legislativo questões relativas cinema na Turquia.

### Leis e regulamentos
Em 23 de janeiro de 1986, surge uma nova lei de cinema destinada a assegurar o apoio às pessoas que trabalham no cinema e na música. A reorganização da indústria cinematográfica começou em 1987, para enfrentar os problemas e garantir o seu desenvolvimento. O Ministério da Cultura criou a União Profissional dos Proprietários das Obras do Cinema Turco no mesmo ano.
Os "Direitos autorais e Direcção Geral do Cinema" foi fundada em 1989, bem como um Fundo de Apoio para o Cinema e Artes Musicais. Este fundo, como diz o nome, é utilizado para fornecer apoio financeiro ao sector cinematográfico.

### Sistema classificatório e censura
Um dos mais interessantes estudos sobre a questão da censura na Turquia é o Sinematografik Hürriyet de Alim Şerif Onaran'. Sinematografik Hürriyet (Liberdade Cinemática), é publicada em 1968 pelo Ministro de Assuntos Internos, mas foi escrita em 1963 e é portanto o primeiro estudo na Turquia tematizando algo relacionado a filmes que recebeu um PhD. Esse estudo ainda é um dos mais importantes -se não for único- estudo sobre os métodos avaliativos aplicados na Turquia antes de 1950. Sendo o próprio Onaran um membro ativo da Comição de Classificação de Filmes em anos anteriores, era um verdadeiro expert no tema e sua pesquisa inclui também exemplos também exemplos do período Otomano tardio. Ironicamente, Onaran se tornou um dos mais importantes intelectuais sobre filme na Turquia, tendo seu vasto conhecimento sobre os primeiros filmes da história do cinema devido aos anos que passou assistindo filmes que ele devia classificar enquanto membro do comitê.
Um exemplo muito interessante no nível de absurdo que a censura pode chegar foi mencionado no livro de Çetin Yetkin, Siyasal Iktidar Sanata Karşı (Regime Político Versus Arte), publicado em 1970. Conta a história de um filme que foi classificado como "inapropriado para exportação" por ter o Comitê de Avaliação decidido que o filme continha "propaganda comunista". O proprietário do filme, que se submeteu ao comitê na expectativa de ganhar um certificado para exportação, ficou surpreso ao ver essa decisão, porque ele mencionou no seu formulário de inscrição que sua intenção era vender uma copia do filme para um distribuidor na União Soviética, o líder comunista do mundo na época.

## Figuras importantes
| Atores - Adile Naşit - Ayhan Işık - Ayşen Gruda - Belgin Doruk - Cüneyt Arkın - Ediz Hun - Ekrem Bora - Fatma Girik - Filiz Akın - Gülşen Bubikoğlu - Hale Soygazi - Halit Akçatepe - Haluk Bilginer - Hülya Avşar - Hülya Koçyiğit - Itır Esen - İlyas Salman - Kadir İnanır - Kartal Tibet - Kemal Sunal - Münir Özkul - Salih Güney - Şener Şen - Tarık Akan - Tuncel Kurtiz - Türkan Şoray | Diretores - Remzi Aydın Jöntürk - Atıf Yılmaz - Ertem Göreç - Fatih Akın - Ferzan Özpetek - Halit Refiğ - Lütfi Ömer Akad - Memduh Ün - Metin Erksan - Nuri Bilge Ceylan - Ömer Kavur - Osman Sınav - Reha Erdem - Süreyya Duru - Şerif Gören - Türker İnanoğlu - Yılmaz Güney - Zeki Demirkubuz - Yavuz Turgul | Roteiristas - Atilla İlhan - Bülent Oran - Kemal Tahir - Orhan Kemal - Orhan Pamuk - Tarik Dursun K. - Yavuz Turgul |

## Filmes notáveis

### Clássicos
- Adı Vasfiye
- Anayurt Oteli
- Dokuzuncu Hariciye Koğuşu
- Duvar
- Gelin
- Hababam Sınıfı
- Kibar Feyzo
- Maden
- Muhsin Bey
- Selvi Boylum, Al Yazmalım
- Sevmek Zamanı
- Susuz Yaz
- Sürü
- Süt Kardeşler
- Tosun Paşa
- Uçurtmayı Vurmasınlar
- Umut
- Uzak
- Yazgı
- Yol

### Filmes da era moderna
- Anlat İstanbul
- Beş Vakit
- Eşkıya
- Gemide
- Gönül Yarası
- Head-On
- İki Genç Kız
- İklimler
- Kader
- Kasaba
- Masumiyet
- Mayıs Sıkıntısı
- Mustafa Hakkında Herşey
- Türev
- Uzak

### Filmes cult
- Yıkılmayan Adam
- 3 Dev Adam
- Ayşecik séries
- Dünyayı Kurtaran Adam ("Star Wars Turco")
- Tarkan séries
- Malkoçoğlu séries
- Nuri Alço filmes

### Sucessos comerciais
- Babam ve Oğlum
- Beynelmilel
- Beyza'nın Kadınları
- G.O.R.A.
- Hokkabaz
- Organize İşler
- Karpuz Kabuğundan Gemiler Yapmak
- Kurtlar Vadisi: Irak
- Sınav
- Vizontele

## Maiores eventos

### Festivals
- Antalya Film Festival - O mais popular e prestigioso festival da Turquia. Todo ano participantes são premiados com a Laranja de Ouro por grandes performances nas categorias como melhor filme, melhor diretor e melhore ator/atriz.
- Ankara International Film Festival - Primeira edição data de 1988. É considerado o segundo festival de maior prestígio da Turquia.
- Istanbul International Film Festival - Primeira edição ocorreu em 1970 e desde então vem sido patrocinado pelo gigante da farmácia da Turquia, Ezcacıbaşı, esse festival anual é um dos eventos intelectuais mais importantes da Turquia, fazendo muitas vezes que os cineastas que não vivem em Istambul que cheguem até lá de férias para ver os exemplos mais preciosos da história cinematográfica que são apresentados lá.
- Adana Film Festival - Outro festival de filmes importante que ocorre todos anos na cidade de Adana. Seu maior prémio é a Golden Boll recebido no passado por figuras proeminentes como Yılmaz Güney, que pessoalmente cresceu em Adana.
- Ankara Flying Broom Women's Film Festival - (em turco:  Uçan Süpürge) (Flying Broom) é o único festival da Turquia que diz respeito ao Feminismo e Questões de Gênero. O festival ocorre anualmente em Ancara. O objetivo do festival é dar suporte a jovens mulheres para que façam seus primeiros filmes e organiza workshops de roteiro e produção de filmes.

## Organizações relacionadas ao cinema

### Escolas de cinema
- Anadolu University, Sessão Cinema/TV, Esquixequir
- Ankara University, Sessão de Ciências Políticas e Imprensa-Cinema, Ancara
- Beykent University, Sessão Cinema, Istambul
- Bilkent University, Departamento de Comunicação e Design, Ancara
- Dokuz Eylül University, Seção Cinema, İzmir
- Ege University, Departamento Radio-TV-Cinema, İzmir
- Istanbul Bilgi University, Departamento Cinema-TV, Istambul
- Istanbul Commerce University, Departamento Mídia & Sistemas de Comunicação, Istambul
- Istanbul University, Sessão Imprensa-Cinema, Istanmbul
- Marmara University, Sessão Cinema e Imprensa, Istambul
- Mimar Sinan University, Sessão Cinema, Istambul
- Hacettepe University, Sessão Cinema, Ancara

### Uniões, fundações e organizações profissionais
- SESAM — União Profissional de Produtores de Filmes, Importadores e Donos de Cinema
- FIYAP — Associação de Produtores de Filmes
- SODER — Associação dos Atores de Cinema
- FILM YON — União dos Diretores de Filmes
- SINEKAM-DER — Associação de Cameramens, Trabalhadores de Set, Técnicos Assistentes e trabalhadores de estúdio
- Istambul Câmara de Comércio, Produtores de Filmes — Comitê Profissional de Produtores de Filme, Importadores, Donos de Cinema e Distribuidores de Vídeo.